# خوان أندرادا
خوان أندرادا (بالإسبانية: Juan Andrada) هو لاعب كرة قدم أرجنتيني في مركز الوسط، ولد في 4 يناير 1995 في مدينة سان لويس في الأرجنتين. لعب مع غودوي كروز.

## وصلات خارجية
- خوان أندرادا على موقع قاعدة بيانات كرة القدم.إي يو (الإنجليزية)
- خوان أندرادا على موقع Soccerway.com (الإنجليزية)